# Ijebu-Ode
Ijebu-Ode is een stad en een Local Government Area (LGA) in Nigeria in de staat Ogun. De LGA telde in 2022 naar schatting 360.000 inwoners.
De stad ligt aan de A232 (Shagamu-Benin Expressway) tussen Shagamu en Benin City.. Ijebu-Ode is een satellietstad op ongeveer 100 kilometer afstand van de hoofdstad Lagos.

## Religie
De stad is sinds 1969 de zetel van een rooms-katholiek bisdom.

## Geboren
- Tobi Amusan (1997), atlete